# Onimusha: Dawn of Dreams
Onimusha: Dawn of Dreams, distribuito in Giappone come Shin Onimusha: Dawn of Dreams (新 鬼武者 Dawn of Dreams?), è un videogioco di genere avventura dinamica sviluppato e pubblicato dalla Capcom in esclusiva per PlayStation 2. Si tratta del sesto gioco della serie Onimusha, e il quarto in ordine canonico. Fu pubblicato in Giappone nel gennaio 2006, e in America e Europa a marzo dello stesso anno. La trama si svolge nell'antico Giappone, dieci anni dopo gli eventi di Onimusha 3, e si focalizza su Soki, un guerriero che possiede il potere degli Oni. Soki è in missione per fermare Hideyoshi Toyotomi, che ha unificato il Giappone con l'armata demoniaca dei Genma, insieme ad altri alleati.
Oltre ad avere elementi dai precedenti videogiochi, questo capitolo offre un arsenale maggiore di armi, così come la possibilità di ritornare nei livelli già visitati per raccogliere nuovi oggetti e sbloccare nuovi contenuti. Il gioco introduce la telecamera 3D e la possibilità di combattere fianco a fianco con alcuni personaggi controllati dalla IA, i cui movimenti dipendono dalle scelte del giocatore. Dawn of Dreams fu creato per la grande richiesta da parte dei fan e di alcuni membri della Capcom, volendo espandere la giocabilità dei predecessori, dopo che ebbero completato Shadow of Rome.
Dopo la sua uscita, Onimusha: Dawn of Dreams ha ricevuto critiche molto positive, di cui ne è stata elogiata l'azione e gli elementi esplorativi, tuttavia criticando alcuni aspetti alla sua presentazione, tra cui i dialoghi e le voci dei doppiatori; nonostante ciò, il gioco vendette poche copie. Da Dawn of Dreams sono stati successivamente creati un OAV e due manga.